# Мамонтово (Новичихинский район)
Мамонтово — посёлок в Новичихинском районе Алтайского края России. Входит в состав Новичихинского сельсовета.

## История
Согласно Закону Алтайского края от 05 октября 2007 годаМамонтово вошло в образованное муниципальное образование «Новичихинский сельсовет».

## География
Находится на юго-западе края, на расстоянии 12 км от райцентра и центра сельсовета — села Новичиха
Климат
Климат континентальный, характеризуется коротким летом и малоснежными зимами с метелями.
Средняя температура января −18,8 °C, июля +20 °C. Годовое количество атмосферных осадков — 326 мм.

## Население
| 1997 | 1998 | 1999 | 2000 | 2001 | 2002 | 2003 | 2004 | 2005 | 2006 | 2007 |
| ---- | ---- | ---- | ---- | ---- | ---- | ---- | ---- | ---- | ---- | ---- |
| 167  | ↗168 | →168 | ↘164 | ↗171 | ↘161 | ↗168 | ↘155 | →155 | ↘126 | ↘124 |
| 2008 | 2009 | 2010 | 2011 | 2012 | 2013 |      |      |      |      |      |
| ↗125 | ↘117 | →117 | ↗118 | →118 | ↗120 |      |      |      |      |      |

Национальный состав
Согласно результатам переписи 2002 года, в национальной структуре населения русские составляли 92 % от 170 жителей.

## Инфраструктура
ФАП п. Мамонтово, спортивный зал, сельский клуб.
В административном центре района находится Новичихинская средняя школа.

## Транспорт
Посёлок доступен автомобильным транспортом по автодорогам общего пользования регионального значения: 
01К-78 Мамонтово — Солоновка — автодорога А322 (идентификационный номер 01 ОП Р3 01К-78);
01К-20 Поспелиха — Новичиха — Волчиха (идентификационный номер 01 ОП Р3 01К-20). 